# Uppsala Domkirke
Uppsala Domkirke (svensk: Uppsala domkyrka) er en svensk domkirke i fransk gotisk stil. Det er den største kirke i Skandinavien og er hovedkirke i Uppsala ærkestift. Den er 118,7 meter høj og 118,7 meter lang. Opførelsen af kirken begyndte i starten af 1270'erne, men blev midlertidigt indstillet omkring 1280, sandsynligvis på grund af pengemangel, og påbegyndt igen med Etienne de Bonneuil i 1287 som arkitekt. Endelig i 1435 blev kirken indviet. Mellem 1885-93 fandt en hård restaurering sted, ledet af Helgo Zettervall. Lange diskussioner om resultatet førte til at kirken gennemgik en konserverende restaurering i 1970'erne, ledet af Åke Porne.
En række svenske konger og andre kendte personer er begravet i kirken:
- Erik den Hellige – svensk konge i 1100-tallet.
- Gustav Vasa – svensk konge 1523-1560.
- Johan 3. – svensk konge 1568-1592.
- Carl von Linné – svensk botaniker 1707-1778.
- Nathan Söderblom – svensk ærkebiskop 1866-1931.

## Galleri
- Interiørbillede fra Uppsala Domkirke.
- Domkirkens oprindelige alter, udført af Burchard Precht og opsat i 1731, siden 1905 i Gustaf Vasa kyrka i Stockholm.
- De to tårne på Uppsala Domkirke.